# Дружиловичи
Дружи́ловичи (бел. Дружы́лавічы) — агрогородок в Ивановском районе Брестской области Белоруссии. Входит в состав Лясковичского сельсовета, до 2013 года был центром Дружиловичского сельсовета. Население — 375 человек (2019).

## География
Дружиловичи стоят на автодороге Иваново — Мотоль, примерно на полпути между ними, расстояние до обоих населённых пунктов около 10 км. 
Расстояние от Мотоля – 8 км, от Иванова – 12 км. Расстояние от железнодорожной станции "Янов-Полесский" – 14 км. Местные дороги соединяют село с Псыщево и Достоево. 
Местность принадлежит бассейну Днепра, вокруг деревни — сеть мелиоративных каналов со стоком в Ясельду. Ближайшая ж/д станция в Иваново (линия Брест — Пинск — Гомель).

## История
В 2010 году деревня Дружиловичи преобразована в агрогородок.

## Достопримечательности
- Николаевская церковь. Деревянная православная церковь построена в 1777 году. Памятник деревянного зодчества. Церковь включена в Государственный список историко-культурных ценностей Республики Беларусь[5].  Историко-культурная ценность Республики Беларусь, шифр 112Г000266
- Усадебно-парковый ансамбль Карпинских —усадебно-парковый комплекс конца XIX в. От усадьбы Жуков-Карпинских сохранился деревянный усадебный дом конца XIX века, перестроенный в жилой дом, и фрагменты парка.

### Памятник, скульптура
- Памятник землякам, погибшим в годы Великой Отечественной войны

## Галерея
- Свято-Николаевская церковь
- Усадебный дом Карпинских
- Памятник землякам